# Embidobia
Embidobia (лат.) — род наездников из семейства сцелиониды (Scelioninae, или Platygastridae, по другим классификациям). Эндопаразитоиды яиц эмбий.

## Распространение
Почти космополитный род: Неотропика, Палеарктика, Афротропика, Австралия, Юго-Восточная Азия.

## Описание
Мелкие перепончатокрылые насекомые. Длина компактного тела около 1 мм. Усики самок 11-члениковые с 4 сегментной булавой (у самцов состоят из 12 сегментов). Глаза крупные с густыми волосками. Латеральные оцеллии удалены от внутренних орбит глаз, OOL обычно короче диаметра срединного оцеллия, редко превышает его. Антеннальная бороздка отчётливая. Центральный киль отчётливо выражен, продолжается до межантенального отростка. Мезоскутум лишён нотауля. Мезоскутеллум не вооружён и полукруглый, иногда простирается над метаскутеллумом. Метаскутеллум узкий. Проподеум виден только латерально при дорсальном виде. Нетрион присутствует, нетрионная борозда отчётливо выражена и обычно обозначена в виде поперечных борозд. Мезоплевральный киль отчётливый. На жилках присутствуют длинные щетинки. Метасома с хорошо развитым субмаргинальным гребнем. Тергит T1 поперечный, иногда со слабым бугорком антеромедиально у самок; T1 короче T2 по длине у большинства видов; обычно T2 длиннее T3, иногда он равен или короче T3. Нижнечелюстные щупики 4-члениковые, нижнегубные — состоят из 2 сегментов. Паразитоиды яиц эмбий.

## Систематика
Известно около 20 видов. Таксон Embidobia является сестринским к трём родам сцелионид: Neobaeus (Новая Зеландия; их хозяева неизвестны); Mirobaeoides (Австралия; паразитоиды яиц пауков) и Echthrodesis (Южно-Африканская Республика; паразитоиды яиц пауков).
- Embidobia agastya Veenakumari, 2024[1]
- Embidobia africana Mineo & Maniglia, 1983[2]
- Embidobia australica Dodd, 1939[3]
- Embidobia barbarika Veenakumari, 2024[1]
- Embidobia brittanica Girault, 1917
- Embidobia dooranetra Veenakumari, 2024
- Embidobia formosa Mineo & Maniglia, 1983[2]
- Embidobia gauriputra Veenakumari, 2024
- Embidobia gryontoides (Priesner, 1951)[4]
- Embidobia hiranya Veenakumari, 2024
- Embidobia hrdaya Veenakumari, 2024
- Embidobia jatayu Veenakumari, 2024[1]
- Embidobia longipennis Dodd, 1939
- Embidobia mahabali Veenakumari, 2024
- Embidobia metoligotomae Dodd, 1939[3]
- Embidobia oaxes (Dodd, 1914)
- Embidobia omkara Veenakumari, 2024
- Embidobia orientalis Dodd, 1939
- Embidobia procera Veenakumari, 2024[1]
- Embidobia sankirna Veenakumari, 2024
- Embidobia saroma Veenakumari, 2024[1]
- Embidobia sicula Mineo & Maniglia, 1983[2]
- Embidobia urichi Ashmead, 1896
- Embidobia yuyutsu Veenakumari, 2024[1]